# Зубчатая железная дорога

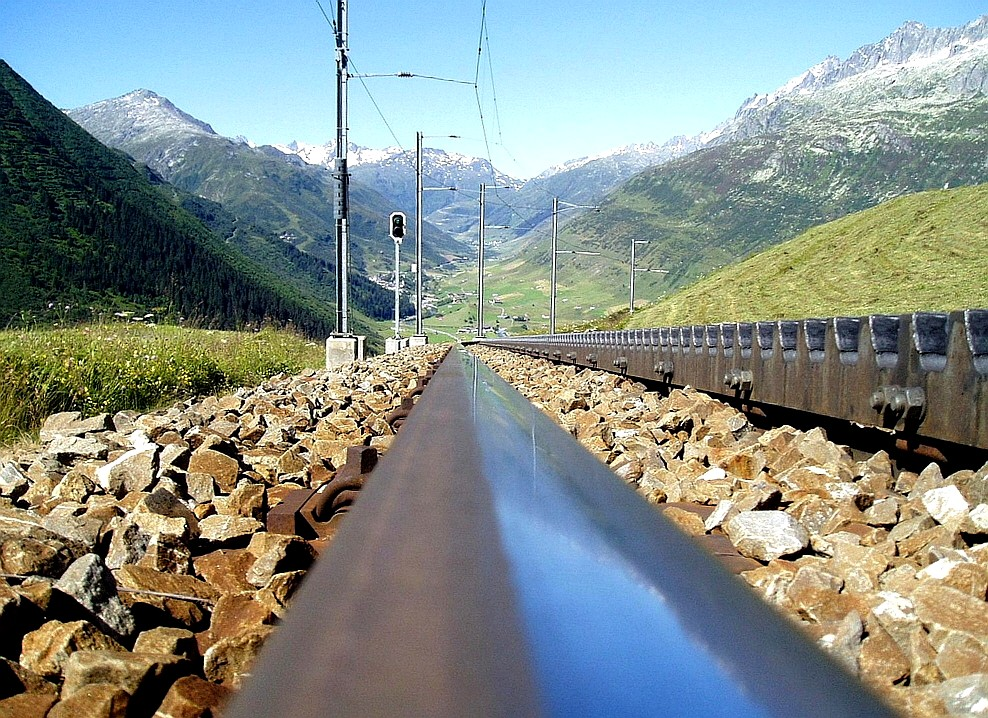
Зубчатая железная дорога.

Зубчатая железная дорога — особый вид железной дороги, отличающийся от обычной наличием зубчатой рейки (рельса). Зубчатый рельс прокладывается обычно посередине между двумя обычными рельсами. Соответственно, подвижной состав таких железных дорог оборудован зубчатым колесом, в основу принципа работы положен принцип реечной передачи. 
Поезда зубчатых железных дорог могут преодолевать гораздо большие подъёмы, чем на обычных железных дорогах. Самая крутая зубчатая железная дорога в мире — Pilatusbahn, ведущая на вершину горы Пилатус (Швейцария, рядом с Люцерном). Уклон этой дороги достигает 48 %.

## Типы
Существует несколько разных типов зубчатых железных дорог. Наиболее распространённые конструкции зубчатых зацеплений, используемые на них — системы Marsh, Abt, Locher, Riggenbach, Strub и Von Roll.
|  |  |  |  |  |
|  |  |  |  |  |

## Распространение

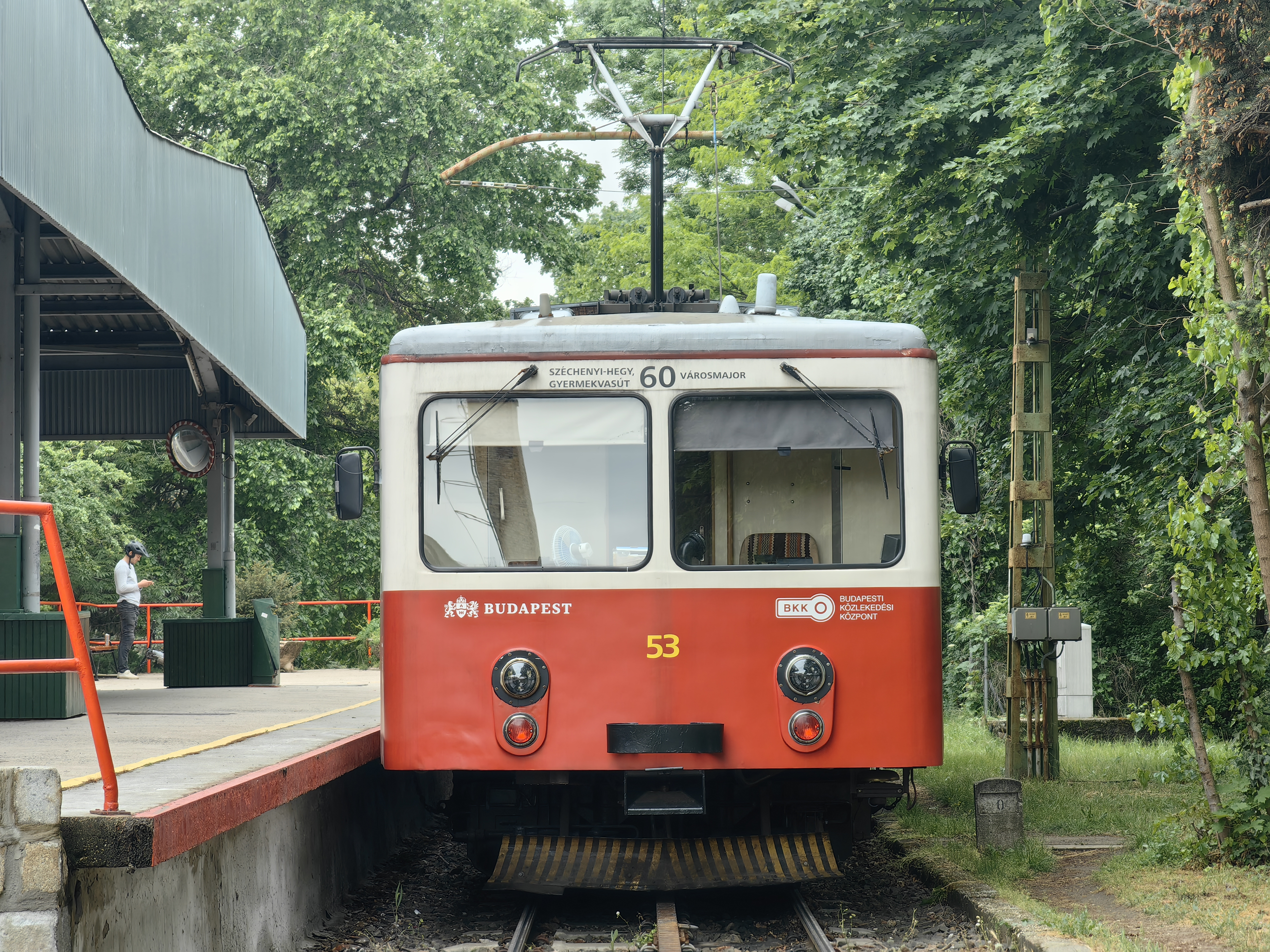
Поезд зубчатой железной дороги в Будапеште

Зубчатые железные дороги есть во многих странах. Больше всего их в Швейцарии (более двух десятков). Одной из самых известных и старых дорог (действует с 1884 года) подобного типа является железная дорога на гору Корковаду в Рио-де-Жанейро. Есть в Греции, например, Диакоптон — Калаврита. На территории России и стран бывшего Советского Союза классических зубчатых железных дорог нет, однако данный принцип — использование специальной зубчато-рельсовой конструкции — реализован в судоподъёмнике Красноярской ГЭС и в приводе батопортов судопропускного сооружения С-1 Комплекса защитных сооружений Санкт-Петербурга от наводнений. Ранее третий зубчатый рельс также применялся на Нижегородских фуникулёрах в 1896—1930 гг.

## Область применения

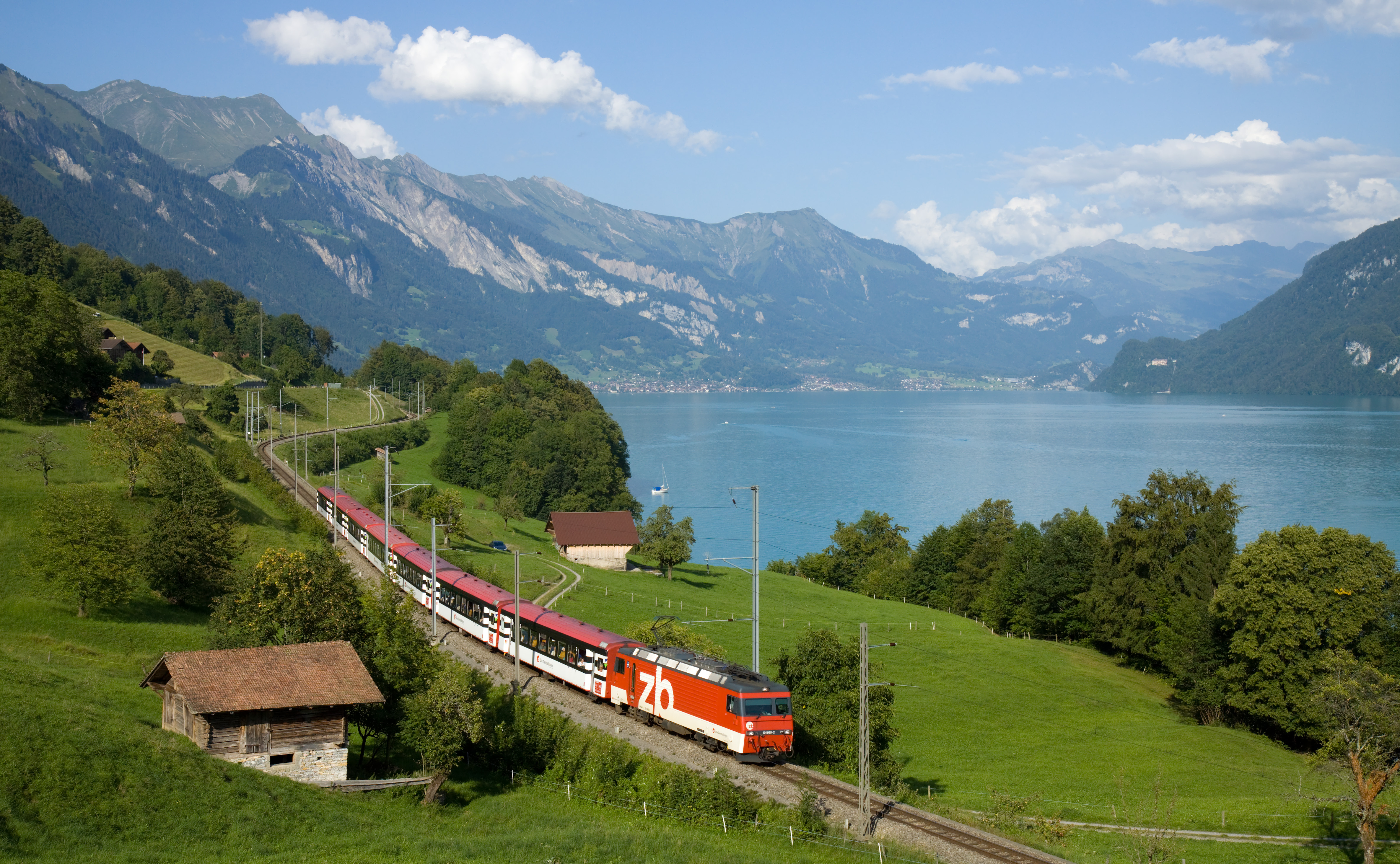
Электровоз HGe 4/4 II ведёт поезд по зубчатой железной дороге на берегу Бриенцского озера

Многие зубчатые железные дороги имеют в основном туристическое значение, так как они доставляют посетителей (туристов, лыжников, любителей прогулок на природе и т. д.) на вершины и склоны гор. Однако есть и более утилитарные зубчатые железные дороги. Например, в Штутгарте трасса одного из маршрутов трамвая (маршрут № 10) выполнена как зубчатая железная дорога. Выполняющие роль городского общественного транспорта зубчатые железные дороги есть и в других городах, например в Цюрихе (Dolderbahn) и Будапеште.

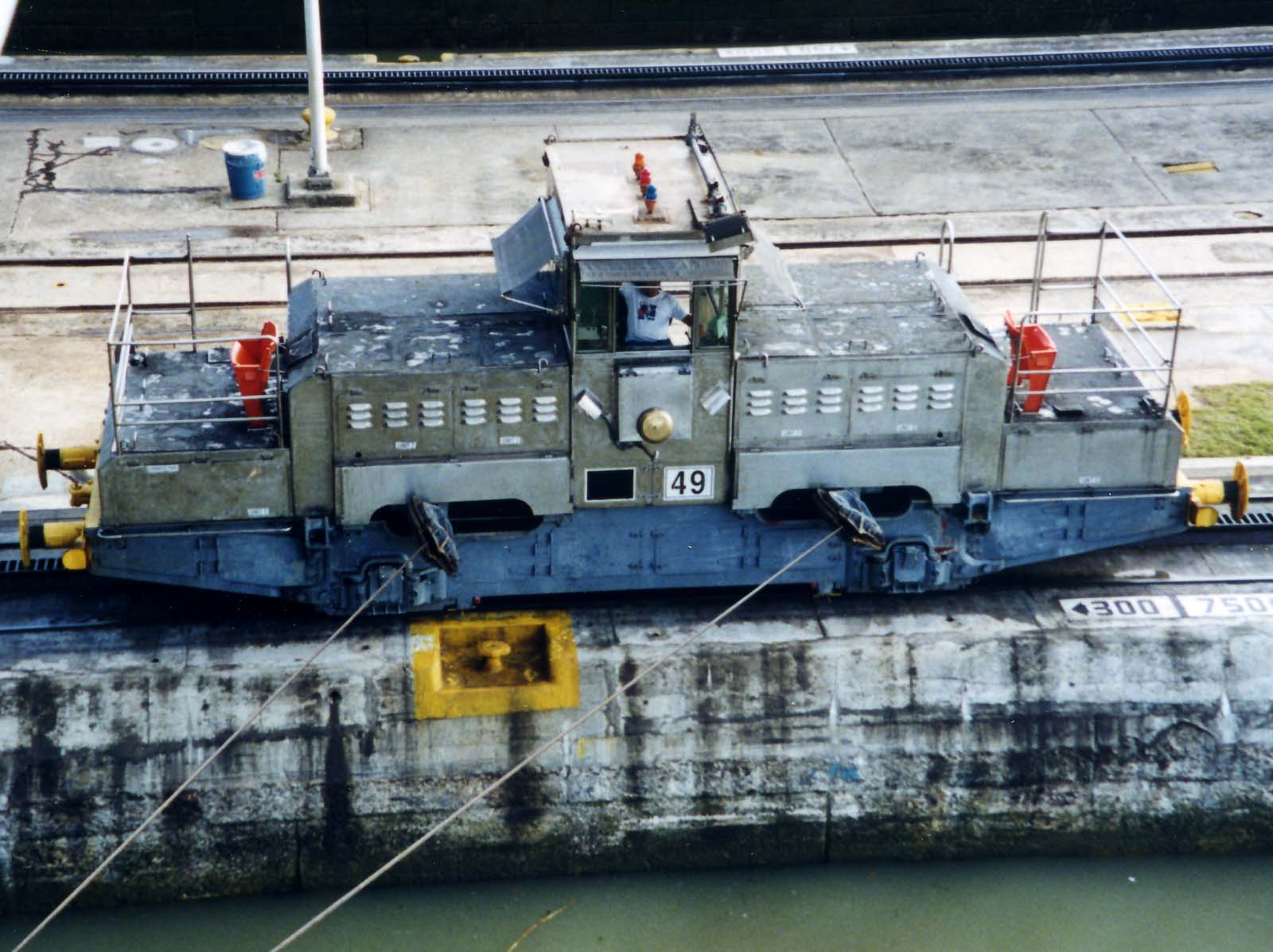
Электровоз-«мул» на Панамском канале

Для перемещения судов по Панамскому каналу используются известные как «мулы» электровозы-«бурлаки», ходящие по зубчатой железной дороге.

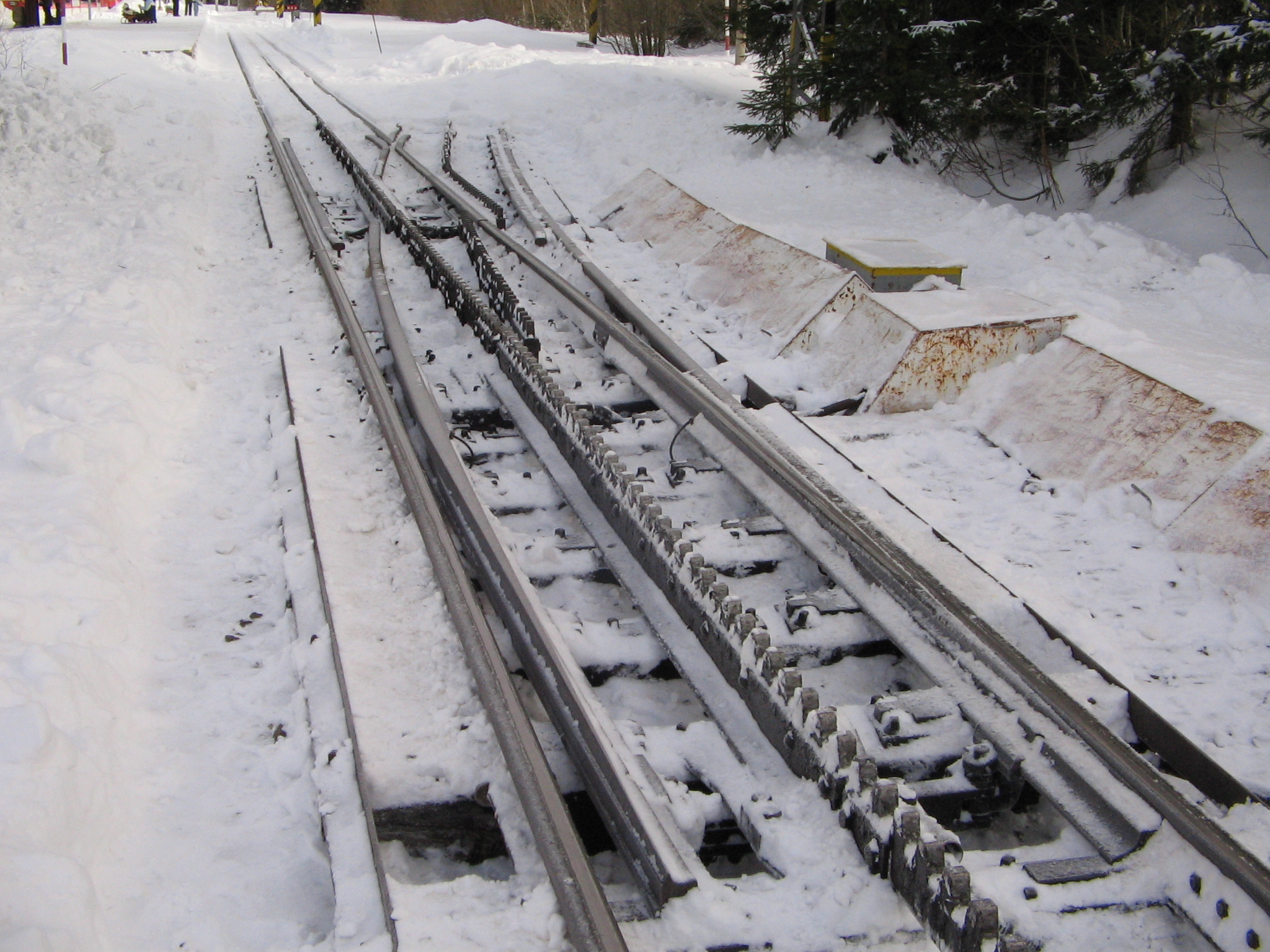
Стрелочный перевод на зубчатой железной дороге (:sk:Štrbské Pleso, Словакия)